# Meillant
Meillant és un municipi francès, situat al departament de Cher i a la regió de Centre – Vall del Loira. L'any 2007 tenia 784 habitants.

## Demografia

### Població
El 2007 la població de fet de Meillant era de 784 persones. Hi havia 320 famílies, de les quals 92 eren unipersonals (44 homes vivint sols i 48 dones vivint soles), 112 parelles sense fills, 96 parelles amb fills i 20 famílies monoparentals amb fills.
La població ha evolucionat segons el següent gràfic:
Habitants censats

### Habitatges
El 2007 hi havia 410 habitatges, 329 eren l'habitatge principal de la família, 54 eren segones residències i 27 estaven desocupats. 406 eren cases i 4 eren apartaments. Dels 329 habitatges principals, 252 estaven ocupats pels seus propietaris, 69 estaven llogats i ocupats pels llogaters i 8 estaven cedits a títol gratuït; 3 tenien una cambra, 23 en tenien dues, 64 en tenien tres, 98 en tenien quatre i 141 en tenien cinc o més. 259 habitatges disposaven pel capbaix d'una plaça de pàrquing. A 130 habitatges hi havia un automòbil i a 166 n'hi havia dos o més.

### Piràmide de població
La piràmide de població per edats i sexe el 2009 era:
| Homes | Edats   | Dones |
| ----- | ------- | ----- |
| 0     | 95 o +  | 0     |
| 0     | 90 a 94 | 0     |
| 12    | 85 a 89 | 12    |
| 4     | 80 a 84 | 4     |
| 16    | 75 a 79 | 20    |
| 12    | 70 a 74 | 12    |
| 44    | 65 a 69 | 24    |
| 32    | 60 a 64 | 20    |
| 16    | 55 a 59 | 24    |
| 20    | 50 a 54 | 8     |
| 40    | 45 a 49 | 16    |
| 28    | 40 a 44 | 32    |
| 24    | 35 a 39 | 32    |
| 40    | 30 a 34 | 16    |
| 36    | 25 a 29 | 36    |
| 28    | 20 a 24 | 12    |
| 20    | 15 a 19 | 16    |
| 16    | 10 a 14 | 36    |
| 44    | 5 a 9   | 8     |
| 16    | 0 a 4   | 32    |

## Economia
El 2007 la població en edat de treballar era de 490 persones, 360 eren actives i 130 eren inactives. De les 360 persones actives 319 estaven ocupades (175 homes i 144 dones) i 41 estaven aturades (18 homes i 23 dones). De les 130 persones inactives 65 estaven jubilades, 42 estaven estudiant i 23 estaven classificades com a «altres inactius».

### Ingressos
El 2009 a Meillant hi havia 314 unitats fiscals que integraven 730,5 persones, la mediana anual d'ingressos fiscals per persona era de 16.584 €.

### Activitats econòmiques
Dels 24 establiments que hi havia el 2007, 1 era d'una empresa extractiva, 1 d'una empresa alimentària, 1 d'una empresa de fabricació d'altres productes industrials, 3 d'empreses de construcció, 4 d'empreses de comerç i reparació d'automòbils, 2 d'empreses de transport, 3 d'empreses d'hostatgeria i restauració, 1 d'una empresa financera, 2 d'empreses immobiliàries, 2 d'empreses de serveis i 4 d'empreses classificades com a «altres activitats de serveis».
Dels 6 establiments de servei als particulars que hi havia el 2009, 1 era una oficina de correu, 1 guixaire pintor, 1 lampisteria, 1 perruqueria i 2 restaurants.
Dels 2 establiments comercials que hi havia el 2009, 1 era una botiga de més de 120 m² i 1 una botiga de menys de 120 m².
L'any 2000 a Meillant hi havia 23 explotacions agrícoles que ocupaven un total de 1.596 hectàrees.

## Equipaments sanitaris i escolars
El 2009 hi havia una escola elemental.

## Poblacions més properes
El següent diagrama mostra les poblacions més properes.